# Téléphone mobile
Ne doit pas être confondu avec Smartphone.
Un téléphone mobile, téléphone portable ou téléphone cellulaire est un appareil électronique de télécommunication, normalement portatif, offrant une fonction de téléphonie mobile et pouvant être utilisé sur de grandes distances sous réserve d'une couverture réseau. Il est maintenant remplacé, de plus en plus, par le smartphone.
En Belgique, en Nouvelle-Calédonie et à La Réunion, le terme « GSM » (pour Global System for Mobile Communications, un standard de communication de téléphonie mobile) est couramment utilisé pour désigner un téléphone mobile. En Suisse, on parle couramment de Natel (National Telefon, marque de Swisscom, du nom de l'ancien réseau de téléphonie mobile Natel pour les véhicules). Au Canada francophone et en Vallée d'Aoste, le terme cellulaire est couramment utilisé.
Les études relatives à l'équipement en téléphonie mobile, qu'elles soient internationales ou nationales,,, distinguent deux grandes catégories de téléphones mobiles : 
- les téléphones mobiles basiques centrés essentiellement sur la fonction téléphonie ;
- les smartphones, ou téléphones multifonctions, plus élaborés, offrant de nombreuses autres possibilités.

Ces études soulignent, toutes, la progression continue de la proportion de smartphones au détriment des téléphones mobiles basiques. Leur utilisation peut être addictive, notamment pour le smartphone, ce pourquoi il existe depuis 2001 une Journée mondiale sans téléphone portable.

## Historique

### Invention
Le téléphone mobile est le résultat de différentes technologies qui existaient déjà, pour la plupart, dans les années 1970. C'est, entre autres, grâce à l’invention de « la cellule Gamma électrique » par Henry Sampson et George H. Miley, que le « téléphone portable » a pu faire son apparition. La cellule Gamma électrique permet d’envoyer et de recevoir des signaux audio au moyen d’ondes radio sans fil (brevet déposé le 6 juillet 1971 sous le no 3591860).

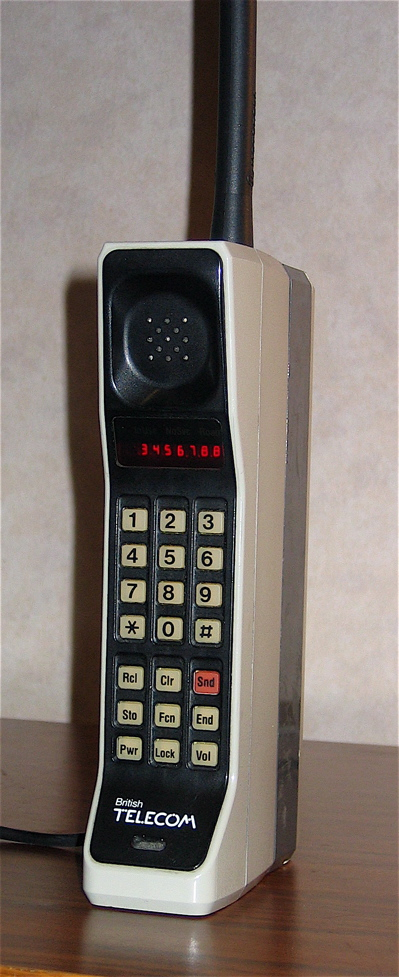
Motorola DynaTAC version 8000X, téléphone mobile à la norme AMPS.

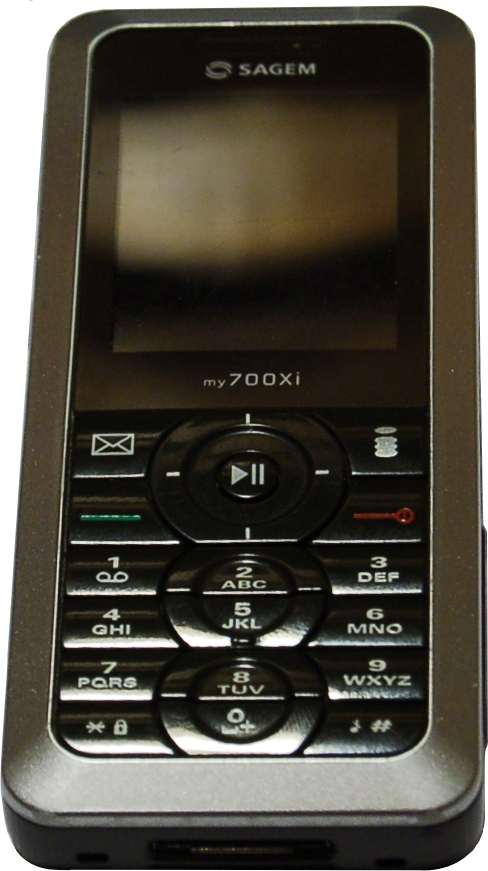
Un téléphone mobile des années 2000 : le Sagem my700Xi, 2007. Clavier physique, petit écran, appareil photo de 1,3 mégapixels.

L'invention du portable cellulaire est attribuée au docteur Martin Cooper, directeur de la recherche et du développement chez Motorola qui en a fait la démonstration dans les rues de New York le 3 avril 1973. Le premier téléphone mobile commercial, conçu par Motorola est lancé le 6 mars 1983 aux États-Unis : le Motorola DynaTac 8000.

### Normes mondiales
Les premiers appareils analogiques étaient, dans les années 1980, aux normes AMPS (DynaTac 8000), NMT ou Radiocom 2000. Ils ont ensuite été remplacés par des appareils utilisant soit les normes numériques américaines D-AMPS ou CDMA, soit celles d'origine européenne GSM et EDGE, ou encore plus récemment celles succédant au GSM (2G) et définies par le regroupement international 3GPP : l'UMTS (3G), puis le LTE (4G). La norme GSM est née au début des années 1980, d'une volonté européenne de disposer d'un système commun paneuropéen de téléphonie mobile, permettant l'itinérance entre pays, afin d'en finir avec des systèmes concurrents et incompatibles s'arrêtant aux frontières.
La France et l'Allemagne d'abord, rejoints ensuite par l'Italie et la Grande-Bretagne, ont mené à partir de 1985 les tests de faisabilité technique d'un système numérique, et ont défini les principes de bases. La norme GSM (2G) est le socle de la 3G, 4G et maintenant la 5G. Il est admis que les inventeurs du GSM, au sens technique et politique, sont messieurs Thomas Haug (en) et Philippe Dupuis, respectivement 1er et 2e présidents du comité GSM. Pour cela, ils ont reçu la médaille 2018 IEEE/RSE James Clerk Maxwell des mains du Prince William, duc de Cambridge. Concernant les normes de protection de la santé face à la croissance exponentielle de l'exposition aux radiations non ionisantes des antennes, mobiles, etc., elles sont fixées sur la base des propositions d'une ONG : la commission internationale de protection contre les rayonnements non ionisants.
Selon l'association des opérateurs GSM, la GSMA, les normes GSM, UMTS et LTE sont utilisées en 2018 par 5,1 milliards de personnes.
Les claviers suivent la recommandation E.161.

### Chronologie en France
En juillet 1992, France Télécom lance le premier réseau de téléphonie mobile 2G à la norme GSM : itineris.
Les premiers forfaits destinés au grand public sont proposés en 1996, puis en 1997 les cartes prépayées deviennent disponibles. Cette deuxième option a permis de démocratiser le téléphone mobile même pour les personnes ayant un revenu non régulier. Les opérateurs ont essayé de viser la population jeune, ceux pour qui il est facile de changer leurs habitudes de vie.
En 2001, Orange (France Télécom) et SFR obtiennent une licence UMTS et développent leurs réseaux GPRS, puis EDGE et UMTS. Bouygues Telecom a ensuite fait de même et obtient, à son tour en 2002, une licence UMTS pour son réseau 3G.
En 2009, Free Mobile obtient des bandes de fréquence 3G ; cela lui permet de se positionner en tant que quatrième opérateur mobile français avec comme objectif de faire baisser les tarifs des offres du moment. En 2012, Free Mobile met en place le quatrième réseau mobile de France avec deux forfaits mobiles sans engagement : l’un à 2 € et le second à 19,99 € pour atteindre son objectif.
L’année 2012 est marquée par le lancement de la quatrième génération de réseaux téléphoniques mobiles (4G). La 4G permet de naviguer plus rapidement qu’en 3G avec des débits nettement supérieurs et des temps de téléchargement diminués. Les vidéos et les partages de fichiers nécessitant des débits de données nettement plus importants, la 4G permet de répondre aux besoins grandissants.

### Démocratisation
L'usage du téléphone mobile s'est progressivement démocratisé, notamment vers la fin des années 1990. France Télécom commercialise en 1991 le Bi-Bop, premier téléphone portable en France destiné à un public en mobilité urbaine. Le taux de pénétration du mobile dans le monde à cette époque est de 0,6 abonnement pour 100 habitants. Le nombre d'abonnements en mobile (18 abonnements pour 100 habitants) dépasse celui des lignes fixes en 2002. Lorsqu'Apple lance son iPhone en 2007, ce taux est passé à 51 abonnements pour 100 habitants.
Depuis les années 2010, la plupart des téléphones mobiles disposent de nombreuses fonctions supplémentaires, rendues possibles grâce à l'intégration d'un système d'exploitation évolué dans le téléphone : ce sont les smartphones. Le nombre d'utilisateurs de téléphones mobiles en République Populaire de Chine atteignait, en 2011, 929,85 millions dont 87,2 millions d'utilisateurs 3G fin juillet 2011, la 4G (LTE) y débute en 2013. En 2013, les ventes annuelles mondiales de smartphones (940 millions) dépassent celle des téléphones basiques (860 millions).

### Taux de pénétration dans le monde
En 2014, en termes de téléphonie mobile, il y avait dans le monde 7,175 milliards d'habitants et 6,915 milliards d'abonnements téléphoniques aux mobiles selon l'Union internationale des télécommunications, ce qui correspond à un taux de pénétration global du mobile de 96 %,. Ces chiffres révèlent d'importantes disparités selon les régions du monde et leur stade de développement (3,5 milliards d'abonnés dans la région Asie-Pacifique avec un taux de pénétration de 89 %, 1 milliard dans les Amériques avec un taux de 109 %, 750 millions en Europe avec un taux de 126 %, 550 millions en Afrique avec un taux de 63 %…). Alors que certains sont souvent "suréquipés" avec en moyenne plusieurs abonnements par personne physique, certaines autres régions en Afrique et en Asie et en Europe ne sont pas couvertes et leurs habitants n'ont pas les moyens de s'offrir un abonnement par personne et partagent un abonnement avec plusieurs personnes.
D'après la banque mondiale, les pays ayant le plus d'abonnement sont en 2019: Macao (345%), Hong Kong (289%), les Émirats arabes unis (201%). Les autres pays avec un taux supérieur à 160% sont: les Îles Vierges britanniques, les Seychelles, la partie néerlandaise de Saint-Martin, Antigua-et-Barbuda, la Thaïlande, le Monténégro, le Koweït, le Botswana, la Lituanie, l'Afrique du Sud, la Russie, le Turkménistan et le Costa Rica.
À l'inverse, les territoires ayant les taux d’abonnement les plus faibles sont le Samoa (4% en 2009), la Corée du Nord (15%), l'Érythrée (20%), la Micronésie (21%), les îles Marshall (28%), la république centrafricaine (32%), le Kosovo (32%), le Soudan du Sud (32%), les Îles Mariannes du Nord (36% en 2009) et l'Éthiopie (36%).
Dans les grands marchés, les taux sont élevés en 2019: États-Unis (124%), Union européenne (123%) et Chine (120%).
Le taux de pénétration du mobile apparaît ainsi comme une conséquence du développement d'un pays mais aussi comme un accélérateur de ce même développement. Ainsi selon une étude en 2008 de la Banque mondiale dans plus de 100 pays, une hausse de 10 % du taux de pénétration du mobile dans un pays s'accompagne d'une hausse de son PIB de 0,8 %.
En 2018, l'évolution est notable dans les différentes régions du monde : 4,31 milliards d'abonnés dans la région Asie-Pacifique avec un taux de pénétration de 102 %, 1,07 milliard dans les Amériques avec un taux de 106 %, 1,106 milliard en Europe avec un taux de 131 % et 1,04 milliard en Afrique avec un taux de 82 %.

### Jeunesse
Selon l'anthropologue Mizuko Ito, la téléphonie mobile a été une révolution pour la vie privée des jeunes : « Avant l’arrivée du mobile, quand on téléphonait à quelqu’un, il y avait de fortes chances que ce soit un parent, un frère ou une sœur qui réponde. (…) Le mobile a changé la donne et les jeunes l’ont plébiscité car c’était la première fois qu’ils bénéficiaient d’un accès privé inconditionnel à leurs pairs ».

## Utilisation en France
En 2016, 77 % des Français ont un smartphone, 58 % l'utilisent parfois au volant, 41 % le consultent au milieu de la nuit et 7 % répondent même alors à leurs messages, 84 % l'utilisent en regardant la télévision, 66 % l'utilisent tout en traversant la rue, et 81 % reconnaissent l'utiliser à table en famille ou avec des amis,. En 2015, un Français moyen passait déjà plus de temps sur son smartphone que devant la télévision et Flurry Analytics a montré une nette augmentation de l'addiction au mobile (le nombre de personnes utilisant leur mobile plus de 60 fois par jour a augmenté de 59 % en un an (de 2014 à 2015) et au niveau mondial le nombre des accros au mobile serait passé de 176 millions en 2014 à 280 millions en 2015.
Les Français étaient en moyenne sur leur téléphone 2 heures et 12 minutes par jour durant l'année 2019. En confinement, ce temps est passé à 2,9 heures.En 2020, à force de se tenir indubitablement au courant de l'actualité, les Français utilisent beaucoup plus leur smartphone qu'en temps normal, et l'usage du smartphone est en hausse de 25%.
L'année 2020, marquée par les restrictions dues au Covid-19, a vu l'ordinateur aller un peu plus loin, et 43% des gens le préfèrent. Ce niveau d'équipement se traduit notamment par un recours accru au commerce en ligne depuis la crise sanitaire : 76 % des personnes déclarent avoir effectué au moins un achat de biens en ligne, et 63 % lisent des journaux sur papier contre 56 % sur des supports numériques. En revanche, les deux médias sont souvent cumulatifs, 56 % des lecteurs de journalisme l'associant au journalisme imprimé et au journalisme numérique.
En 2020, 84% des Français utilisent quotidiennement un smartphone pour surfer sur Internet ou regarder des vidéos en ligne. 41% des filles contre 30% des garçons de moins de 25 ans ont eu leur premier téléphone mobile avant l'âge de 12 ans. Au contraire, les téléphones mobiles traditionnels ne représentent plus que 10% de l'équipement en téléphonie mobile en France.

### Utilisation au sein des établissements scolaires
En France, l'utilisation d'un téléphone mobile - ou de tout autre équipement terminal de communications électroniques -  par un élève est interdite dans les écoles maternelles, les écoles élémentaires et les collèges et pendant toute activité liée à l'enseignement qui se déroule à l'extérieur de leur enceinte. Dans les lycées, le règlement intérieur peut également en  interdire l'utilisation par un élève.

### Utilisation lors de la conduite
Afin d'éviter les accidents de la route et les accidents ferroviaires, l'utilisation d'un téléphone est également déconseillée, réglementée ou interdite lors de la conduite d'un véhicule automobile ou ferroviaire.
En 2015, 174 personnes ont perdu la vie sur les autoroutes en France à cause de l’usage du téléphone au volant.
L'inattention au volant, associée à l'utilisation du téléphone, est la troisième cause de décès sur la route. L'utilisation des SMS a beaucoup augmenté en 2019. Un SMS prend environ 15 secondes, 15 secondes c'est 500 mètres de trajet sur l'autoroute.

## Fabricants mondiaux
En 2024, le marché mondial des smartphones a connu une croissance de 7 %, atteignant 1,22 milliard d'unités expédiées, marquant une reprise après deux années de déclin. Les principaux fabricants ont consolidé leur position, tandis que certains acteurs historiques ont vu leur présence diminuer.

### Classement des principaux fabricants en 2024
Selon les données de Canalys et IDC, les parts de marché mondiales des principaux fabricants en 2024 étaient les suivantes :
- Apple : 18 % (225,9 millions d'unités expédiées)[32]
- Samsung : 17 % (218,0 millions d'unités expédiées)[32]
- Xiaomi : 14 % (171,0 millions d'unités expédiées)[33]
- Transsion Holdings (marques Tecno, Infinix, Itel) : 9 % (109,8 millions d'unités expédiées)[31]
- Oppo : 8 % (97,6 millions d'unités expédiées)[31]
- Vivo : 7 % (85,4 millions d'unités expédiées)[31]
- Honor : 5 % (61,0 millions d'unités expédiées)[34]
- Realme : 4 % (48,8 millions d'unités expédiées)[34]
- Motorola : 3 % (36,6 millions d'unités expédiées)[34]
- Huawei : 2 % (24,4 millions d'unités expédiées)[34]

### Évolutions notables
- Apple a maintenu sa position de leader mondial malgré une légère baisse de ses expéditions, totalisant 225,9 millions d'unités en 2024[32].

- Samsung a expédié 218,0 millions d'unités, enregistrant une baisse de 1,1 % par rapport à l'année précédente[32].

- Xiaomi a connu une croissance significative, avec une augmentation de 12 % de ses ventes, atteignant une part de marché de 14 %[33].

- Transsion Holdings a renforcé sa présence sur les marchés émergents, notamment en Afrique et en Asie du Sud, grâce à ses marques abordables.

- Huawei, malgré les sanctions américaines, a lancé le Mate XT, le premier smartphone pliable à trois volets, démontrant sa capacité d'innovation[35].

### Déclin de certains acteurs historiques
- LG Electronics a annoncé son retrait du marché des smartphones en avril 2021, mettant fin à sa production et à la vente de téléphones mobiles.

- HTC et BlackBerry ont vu leur part de marché diminuer considérablement, devenant des acteurs marginaux sur le marché mondial.

### Tendances du marché
Le marché des smartphones en 2024 a été marqué par :
- Une demande croissante pour les smartphones dotés de fonctionnalités d'intelligence artificielle, au détriment des modèles pliables[33].

- Une consolidation du marché autour de quelques grands fabricants, avec une concentration accrue des parts de marché.

- Une expansion continue des fabricants chinois sur les marchés émergents, renforçant leur position à l'échelle mondiale.

## Cartes SIM et USIM

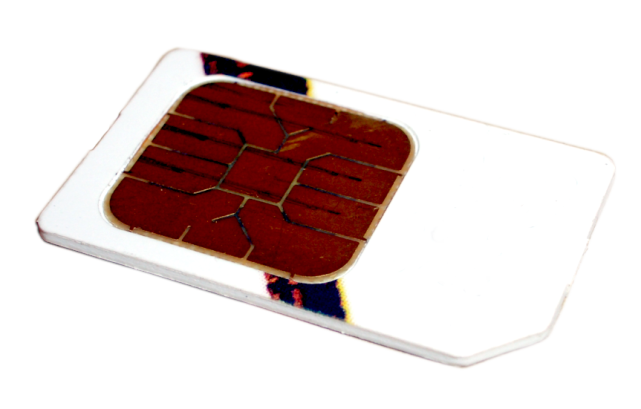
Une carte SIM.

Il faut insérer une carte à puce, appelée carte SIM (de l'anglais Subscriber Identity Module), dans un téléphone mobile GSM, ou une carte USIM dans les terminaux UMTS, LTE ou 5G, afin de pouvoir utiliser ses fonctions de téléphonie mobile (ne s'applique pas aux anciens téléphones américains de type CDMA).
La carte SIM (ou USIM) contient l’identifiant de l’abonné (numéro IMSI) et de l’opérateur mobile qui a édité la carte (MCC + MNC).

## Fonctions pouvant être intégrées

### Appareils photos
Beaucoup de modèles de téléphones intègrent un appareil photographique ou une caméra numérique, voire plusieurs caméras. Le terme de photophone est parfois employé pour désigner un téléphone mobile capable de prendre des photographies numériques. Certains utilisent le terme de phonéographie pour désigner la prise de photos à l'aide d'un téléphone mobile.

### NFC
Depuis 2010, certains téléphones mobiles permettent de réaliser des paiements sans contact, grâce à la norme Near Field Communication (NFC, également appelée « communication en champ proche »). Cette norme permet d'autres applications que le paiement sans contact, comme l'envoi au téléphone mobile d'informations sur le lieu où il se trouve par une borne fixe.

### Sonneries personnalisables
L'arrivée de téléphones mobiles permettant de personnaliser leurs sonneries a entrainé la création d'un marché de vente de sonneries. En 2007, le nombre de ventes de sonneries a commencé à baisser dans plusieurs pays d'Europe, mais reste en croissance au niveau mondial.

### Mode avion
Le mode avion permet de désactiver toutes les connexions sans éteindre son mobile. Il est apparu avec les smartphones.

### Mode vibreur
Le mode vibreur permet de remplacer ou compléter la sonnerie par une vibration. Il est utilisé pour plus de discrétion.

### SMS et MMS
Un téléphone permet d'envoyer et recevoir des SMS et des MMS. Un SMS est un texte, autrement dit un texto, que l'on envoie au destinataire voulu. Un MMS est une image, une photo que l'on peut envoyer par message au destinataire voulu.

### Courrier électronique
Un téléphone connecté à l'Internet peut permettre d'envoyer et de recevoir des courriels (e-mails en anglais) à l'aide d'une application spécifique.

### Applications
Les premiers smartphones haut de gamme ayant un OS propriétaire utilisaient le langage Java ME pour rajouter des jeux ou des applications car cette forme de programmation très stable demande peu de ressources. Les smartphones actuels prennent parfois ce langage en charge pour élargir leurs options. Contrairement aux téléphones classiques, les smartphones et leurs systèmes d'exploitation (ex: Android, iOS, Windows Phone, Firefox OS, Symbian OS, etc.) permettent d'installer des applications, apportant de nombreuses fonctionnalités non présentes lors de l'achat.

### Géolocalisation
Un téléphone mobile peut intégrer une puce GPS permettant un meilleur positionnement que celui permis par triangulation des antennes relais.

## Marché de la contrefaçon
En parallèle du marché officiel se développe une offre dans de nombreux pays, notamment en Chine. Il est possible d'y acquérir des contrefaçons de téléphones mobiles. Celles-ci, en plus d'être illégales, sont potentiellement dangereuses pour l'utilisateur à cause de batteries défectueuses qui peuvent exploser.

## Santé et expositions aux ondes
Les téléphones mobiles, du fait de leur fonctionnement, émettent des ondes électromagnétiques qui transportent de l'énergie. Cette énergie est mesurée par le Débit d'absorption spécifique abrégé en DAS. Le Centre International de Recherche sur le Cancer a classé ces ondes comme cancérogènes possibles.

### Normes et contrôles en France
En France, sur la base des directives de l'ICNIRP, le DAS maximum pour un téléphone mobile à la vente est de 2 W/kg. L’État réalise régulièrement des contrôles afin de veiller à ce que les débit affichés par les fabricants soient corrects. En 2013, selon une enquête effectuée par la DGCCRF sur 379 entreprises, 55 % des contrôles ont révélé des anomalies concernant l'absence d'affichage du DAS sur les lieux de vente. Plus précisément, les anomalies relevaient du non-respect des obligations d'information du consommateur et des informations générales sur les prix et les conditions de vente. Cependant, d'après les tests effectués conjointement avec l'ANFR, aucun des 2729 téléphones mobiles testés ne dépassait le seuil maximum de DAS autorisé par la loi. L'enquête a mené à cinq procès-verbaux et 210 avertissements pour les entreprises concernées.

## Écologie

### Cycle de vie
L’impact environnemental des téléphones mobiles et/ou smartphones s’étend tout au long de leur cycle de vie.
Le cycle de vie de l’appareil s'étend de l’extraction des matériaux qui le composent, à la production de l'appareil en lui-même, à la durée d'usage du téléphone mobile, au recyclage… ou aux filières d’exportation illégales des déchets électriques et électroniques,.

### Phase de fabrication
L’impact environnemental des smartphones s’étend tout au long de leur cycle de vie. Cependant, les trois trois-quarts de l’empreinte environnementale de ces appareils sont concentrés dans leur phase de fabrication.
C’est l’extraction des minerais, que l’on retrouve sous la forme de métaux dans les smartphones, qui pose aujourd’hui particulièrement problème. Elle conduit à la destruction d’écosystèmes et à de multiples pollutions, comme sur l’eau en raison de l’usage intensif de procédés d’extraction chimique.

### Durée d'usage
La durée d'usage est une question essentielle si l'on souhaite limiter les impacts environnementaux des téléphones mobiles. En 2012, aucun label ne prenait en compte la dimension de la durée d'usage. En pratique, la durée d'usage est conditionnée par les offres commerciales des constructeurs et des distributeurs. Le système de « subventionnement » de l'achat de l'appareil par l'opérateur consiste à facturer au consommateur un forfait (abonnement) qui intègre le coût de l'appareil. Cette méthode ne reflète donc pas le coût réel de l'appareil, ce qui favorise le renouvellement des téléphones.

### Émissions de gaz à effet de serre
Un rapport publié par Les Amis de la Terre en décembre 2012 révèle que les émissions de gaz à effet de serre des téléphones mobiles sur l'ensemble du cycle de vie sont globalement en hausse, à cause de l'augmentation de l'intensité d'usage, mais aussi à cause de la commercialisation de nouveaux modèles. Par exemple, les émissions passent de 55 kg pour l'iPhone 4S d'Apple à 75 kg pour l'iPhone 5 du même constructeur, soit une augmentation de 36 %. De même, les émissions augmentent entre le Galaxy S II et le Galaxy S III de Samsung.

### Fin de vie, déficit de recyclage
Selon une étude d'Intel, les cartes électroniques contenaient au début des années 2010 plus de 45 métaux, métalloïdes ou terres rares contre une dizaine dans les années 1980. Parmi ces matières stratégiques figurent le lithium, l'or, l'argent, les terres rares, le coltan, le tantale, le platine, le niobium, le cadmium, le plomb, le mercure. La raréfaction générale des métaux montre la nécessité du recyclage et de l'allongement de la durée de vie des produits en général, des téléphones mobiles en particulier. Une étude de 2008 réalisée par Nokia dans 13 pays révélait que 97 % des téléphones mobiles n'étaient pas recyclés.
Dès 2008, Bouygues Telecom a proposé un avantage financier de 10 euros aux consommateurs qui rapportaient leurs anciens téléphones mobiles, mais le taux de récupération n’a pas dépassé les 5 %. En France, à partir de 2010, des programmes de récupération et/ou de rachat des téléphones mobiles ont été lancés par les opérateurs, incités par la croissance du commerce de ces biens (après recyclage),, qui étaient jusque-là principalement recommercialisés à plus petite échelle via des magasins spécialisés dans le matériel d'occasion. Dans le cadre d'une charte d'engagements volontaires sur le développement durable signée en juillet 2010, les opérateurs français se sont d'ailleurs engagés à accroître la collecte des mobiles en proposant aux consommateurs des incitations de différentes formes (financières, sociales, écologiques). Selon le bilan réalisé par la Fédération Française des Télécoms, 835 202 terminaux mobiles ont été collectés en France par les trois opérateurs Bouygues Telecom, Orange et SFR en 2010, soit 50 % de plus qu'en 2009. En 2012, ce chiffre s'élevait à 1 016 622 unités. Pour sensibiliser les utilisateurs de mobiles sur l'enjeu de rapporter son mobile chez son opérateur, un site d'informations pratiques a été lancé par la Fédération Française des Télécoms en mai 2012.
Différents organismes associatifs pratiquent le recyclage de ces équipements depuis de nombreuses années. Emmaüs France propose même des points de collecte partout en France et depuis 2005, explique le fonctionnement du recyclage des téléphones mobiles jusqu'à leur traitement dans sa structure pilote les Ateliers du Bocage. Des sociétés ont aussi rapidement fait du recyclage de mobiles leur fonds de commerce : CompaRecycle, Back Market, Magic Recycle ou encore Rebuy proposent le rachat et le reconditionnement de mobiles anciens.
À partir de 2011, il aurait dû y avoir une amélioration de l'écoconception de ces matériels, la Commission européenne ayant imposé en 2009 aux fabricants qu'ils s'accordent sur un chargeur universel. La compatibilité étant assurée via un connecteur micro-USB ou USB Type-C. Le 7 juin 2022, l’UE et les eurodéputés se sont mis d’accord pour imposer dans l’Union un chargeur filaire universel pour les smartphones, tablettes, consoles et appareils photos numériques d'ici l’automne 2024. Ces appareils devront être équipés d’un port USB Type-C, quel que soit leur fabricant, malgré l'opposition d'Apple qui utilise le connecteur lightning pour ses appareils.
En 2016, en France, un rapport parlementaire intitulé « 100 millions de téléphones portables usagés : l’urgence d’une stratégie », produit par une « Mission d'information sur l'inventaire et le devenir des matériaux et composants des téléphones mobiles » (mise en place le 29 juin 2016, et adopté à l'unanimité) confirme que la filière de traitement des DEEE en France est dépassée par le développement du marché de l’occasion des téléphones portables et par la fuite du gisement hors des frontières du pays. 15 % du flux seulement serait valorisé (environ 100 millions d'appareils usagés seraient encore conservés par les particuliers) confirme que « la conception des téléphones est délibérément défavorable au réemploi et au recyclage » en raison de leur obsolescence programmée et que le « bilan du dispositif de modulation environnementale des éco-contributions » est « extrêmement faible », invite les industriels à écoconcevoir leur matériel. Il contient cinq orientations déclinées en 27 propositions qui concernent le cycle de vie des portables (fabrication, utilisation, collecte des équipements usagés et valorisation).
Au Japon le recyclage systématique des terminaux mobiles se pratique depuis plus de 15 ans, les revendeurs ont tous des cartons pouvant recevoir jusqu'à 400 appareils et se chargent de l'envoi aux centres de recyclage.

### Mesures et indices
En France, un projet d'indice de durabilité qui aurait donné aux smartphones un score écologique est abandonné en 2024, après un avis défavorable de la Commission européenne, qui estime que la mesure entre en concurrence avec un autre projet d'indice énergétique européen.

### Filmographie
- Blood in the mobile[64] (littéralement, [son] sang dans le mobile), documentaire de Frank Piasecki Poulsen, réalisé en 2010.